# Purple The Orion
「Purple The Orion」（パープル・ジ・オライオン）は、日本のアイドルグループDA PUMPの13枚目のシングルである。2001年1月11日発売。発売元はavex tune。

## 概要
- ホーユー「Beauteen」CMソング
- 売上枚数26万4800枚。
- PVは銚子市屏風ヶ浦で撮影された。
- 4人体制の歴代シングルの中では最高位。
- 2000年12月22日FUNに出演。
- 2001年1月13日COUNT DOWN TVに出演。
- 2001年2月21日HEY!HEY!HEY! MUSIC CHAMPに出演。

## 収録曲
1. Purple The Orion(4:00)
2. Celebrator(4:14)
3. White Moon Lullaby(4:04)
4. Purple The Orion (original karaoke)(4:00)
5. Celebrator (original karaoke)(4:14)
6. White Moon Lullaby (original karaoke)(4:04)

全曲作詞：m.c.A・T、作曲・編曲：AKIO TOGASHI

## 収録アルバム

### Purple The Orion
- ベスト『Da Best of Da Pump』（2001年2月28日）
- オリジナル『THE NEXT EXIT』（2002年2月20日）
※Album Version
- ベスト『THANX!!!!!!! Neo Best of DA PUMP』（2018年12月12日）

### Celebrator
- ライブ『Da Best of DA PUMPJAPAN TOUR 2003 REBORN』（2003年11月27日）

### White Moon Lullaby
- オリジナル『THE NEXT EXIT』（2002年2月20日）